# Goran Sankovič
Goran Sankovič (Celje, 1979. június 18. – 2022. június 4.) szlovén válogatott labdarúgó.
A szlovén válogatott tagjaként részt vett a 2002-es világbajnokságon.

## Sikerei, díjai
Slavia Praha
- Cseh kupa (1): 2001–02